# Liste der denkmalgeschützten Objekte in Krems-Weinzierl
Die Liste der denkmalgeschützten Objekte in Weinzierl bei Krems enthält die denkmalgeschützten unbeweglichen Objekte der Katastralgemeinde Weinzierl bei Krems der Statutarstadt Krems an der Donau in Niederösterreich.

## Denkmäler
| Foto |                 | Denkmal                                                    | Standort                                                | Beschreibung                                                                      | Metadaten |
| ---- | --------------- | ---------------------------------------------------------- | ------------------------------------------------------- | --------------------------------------------------------------------------------- | --- |
| ja   | Datei hochladen | Bildstock, Kriegerdenkmal HERIS-ID: 64825 Objekt-ID: 77587 | gegenüber Schulgasse 2 Standort KG: Weinzierl bei Krems | Der Bildstock in der Schulgasse erinnert an die Gefallenen der beiden Weltkriege. | BDA-Hist.: Q38108347 Status: § 2a Stand der BDA-Liste: 2025-06-30 Name: Bildstock, Kriegerdenkmal GstNr.: 345/4 |